# From the 70's
From The 70's : Previously unissued studio and club recordings, 1973-1977 est un album du pianiste de jazz Bill Evans édité une première fois sous forme de LP dans les années 1980 et réédité avec une sélection de titres différente en 2002.

## Historique
Cet album a été publié en LP en 1983, par Fantasy Records (Fantasy 9630). Il a été réédité, avec une sélection différente, en 2002 par le label Original Jazz Classics  (1069-2).
La première édition offrait une sélection très différente de la version en CD (avec pourtant le même titre et la même photo de couverture) :
- Seuls les titres 6 à 9 sont communs aux deux éditions.
- Les pistes 1 à 5 étaient absentes.
- On y trouvait Orson's Theme et Nobody Else But Me qu'on trouve actuellement en « bonus track » sur l'album I Will Say Goodbye.
- On y trouvait une version en quintet de Nobody Else but me qu'on trouve actuellement en « bonus track » sur l'album Quintessence.

Cet album est, dans l'édition OJC 2002, constitué de titres enregistrés lors de quatre sessions différentes :
- Fantasy Studios, Berkeley (Californie), 7-10 novembre 1974 - Titres 1 à 5. Les autres titres enregistrés lors de cette session est sur l'album Intuition et sur l'album Eloquence.
- Shelly's Manne Hole, Los Angeles (Californie), 15 novembre 1973 - Titres 6 à 8.
- Village Vanguard, New York, 11 ou 12 janvier 1974 - Titre 9. Les autres titres de cette session sont sur les albums Since We Met et Re : Person I Knew.

## Titres de l’album
| No | Titre                              | Auteur                         | Durée |
| -- | ---------------------------------- | ------------------------------ | ----- |
| 1. | Gone With The Wind (prise 3)       | Allie Wrubel, Herb Magidson    | 5:14  |
| 2. | Hi-Lili, Hi-Lo (prise 6)           | Bronislau Kaper, Helen Deutsch | 7:04  |
| 3. | The Nature Of Things (prise 9)     | Irvin Rochlin                  | 3:26  |
| 4. | Show Type Tune (prise 1)           | Bill Evans                     | 4:50  |
| 5. | Are You All The Things ? (prise 3) | Bill Evans                     | 5:10  |
| 6. | Up With The Lark                   | Jerome Kern, Leon Robin        | 6:37  |
| 7. | Quiet Now                          | Denny Zeitlin (en)             | 4:51  |
| 8. | Gloria Step                        | Scott LaFaro                   | 6:46  |
| 9. | Elsa                               | Earl Zindars                   | 7:07  |

## Personnel
- Bill Evans : piano, Fender Rhodes
- Eddie Gomez : contrebasse
- Marty Morell : batterie (piste 6 à 9 uniquement)

## Note
1. ↑  Date de la réédition modifiée OJC
2. ↑  Dans l'édition OJC de 2002, les enregistrements de 1975 à 1977 ont été supprimés